# Hugo Rocha
Vítor Hugo Simão do Vale Rocha (* 13. April 1972 in Oslo, Norwegen) ist ein ehemaliger portugiesischer Segler.

## Erfolge
Hugo Rocha nahm dreimal an Olympischen Spielen teil. 1992 belegte er in Barcelona in der 470er Jolle mit Eduardo Seruca bei seinem Olympiadebüt den 24. Platz. Mit Nuno Barreto gewann er vier Jahre darauf in Atlanta dagegen die Bronzemedaille, als sie mit 62 Punkten hinter dem ukrainischen und dem britischen Boot Dritte wurden. Bei den Olympischen Spielen 2000 in Sydney trat er in der Bootsklasse Tornado an und kam in dieser nicht über den 16. Platz hinaus. Bei Weltmeisterschaften sicherte sich Rocha gemeinsam mit Nuno Barreto 1997 in Tel Aviv die Silbermedaille. 1997 und 1998 wurden sie jeweils gemeinsam Europameister.
Anfang 2016 wurde er mit der Komtur des Ordens des Infanten Dom Henrique ausgezeichnet.